# Fermilab
Il Fermi National Accelerator Laboratory (anche noto come Fermilab) è un laboratorio di ricerca supervisionato dal Dipartimento dell'Energia degli Stati Uniti e dedicato allo studio della fisica delle particelle elementari.
Situato a Batavia, in Illinois, una trentina di miglia ad ovest di Chicago. Deve il suo nome al celebre fisico italiano Enrico Fermi.
Il laboratorio è operato dalla Fermi Research Alliance (FRA), un'organizzazione gestita dall'Università di Chicago e dall'Universities Research Association.

## Descrizione

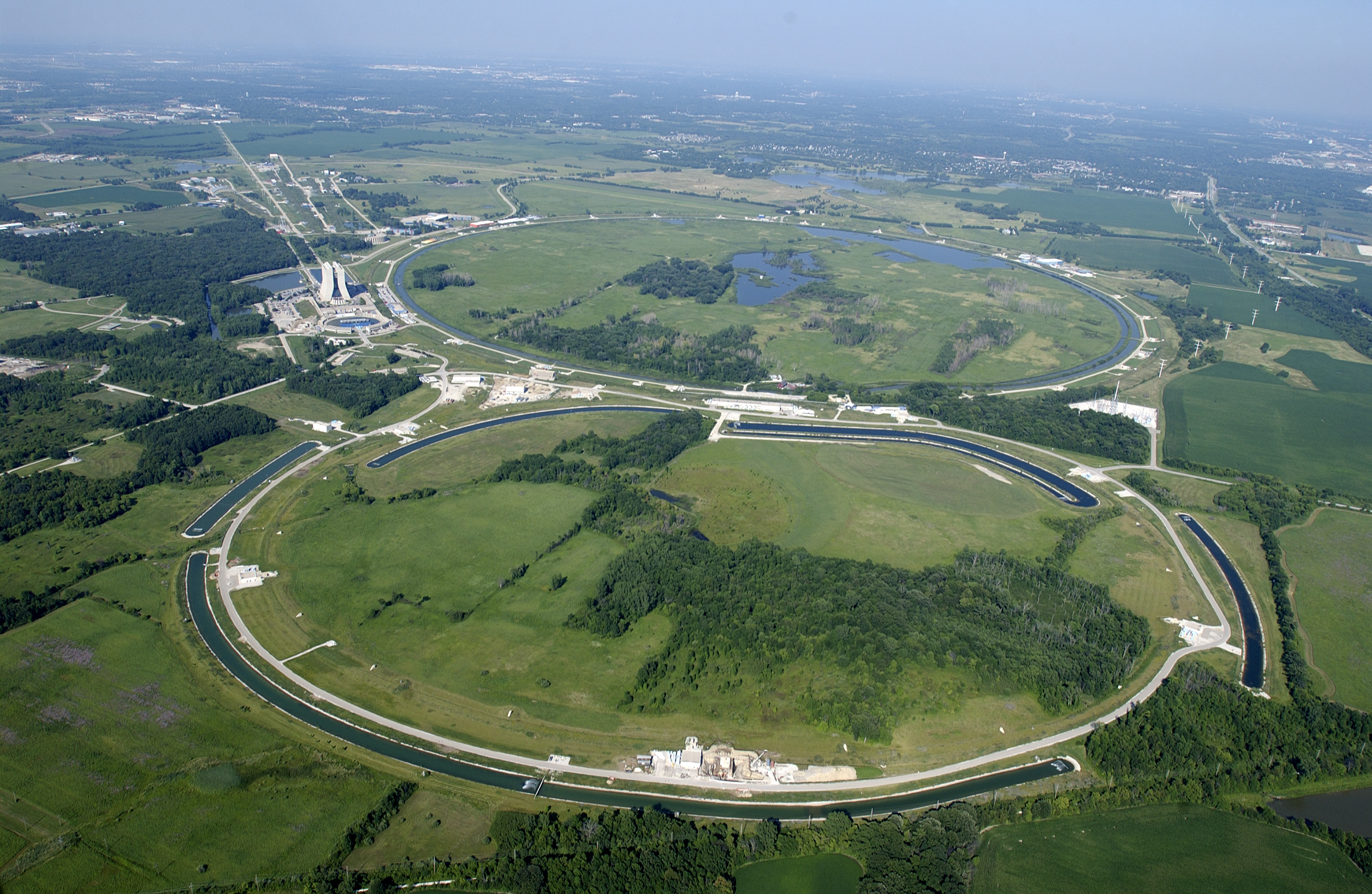
Vista aerea del complesso Fermilab

Il laboratorio è stato creato nel 1967 con il nome National Accelerator Laboratory, nel 1974 è stato rinominato in onore di Enrico Fermi. Per anni il Fermilab ha ospitato il Tevatron, un acceleratore protone-antiprotone rimasto attivo fino al 2011. Il Tevatron, che aveva una circonferenza di 6,3 km, è stato fino al 2010 l'acceleratore in grado di produrre collisioni all'energia nel centro di massa più elevata nel mondo (E=1,96 TeV). Le collisioni venivano rivelate ed analizzate da due esperimenti: CDF e DØ.
Tra le scoperte fondamentali nate da esperimenti avvenuti al Fermilab si possono citare la scoperta del quark bottom (o beauty) nel 1977 e la scoperta del quark top, annunciata nel 1995 dagli esperimenti CDF e DØ. Il limite di energia è stato superato dall'LHC al CERN di Ginevra, un collider protone-protone, dove nel 2010 sono stati raggiunti i 7 TeV nel centro di massa.
Al Fermilab vengono effettuati esperimenti a bersaglio fisso ed esperimenti per lo studio dei neutrini, fra cui MicroBooNE (Micro Booster Neutrino Experiment) e NOνA (NuMI Off-Axis νe Appearance). Fra gli esperimenti sui neutrini già conclusi ci sono MINOS (Main Injector Neutrino Oscillation Search), MiniBooNE e SciBooNE (SciBar Booster Neutrino Experiment). Fermilab ospita anche LBNF (Long-Baseline Neutrino Facility), parte del futuro esperimento DUNE (Deep Underground Neutrino Experiment), i cui rivelatori dei neutrini prodotti al Fermilab sono situati a 1.300 km di distanza, alla Sanford Underground Research Facility, una ex miniera d'oro a Lead, Dakota del Sud.
Oltre a condurre studi sulle particelle elementari, Fermilab ospita centri di ricerca avanzata anche in altri campi, quali il SQMS (Superconducting Quantum Materials and Systems), diretto da Anna Grassellino.

## Direttori
| Robert R. Wilson     | (1967 - 1978) |
| Leon M. Lederman     | (1978 - 1989) |
| John Peoples Jr.     | (1989 - 1999) |
| Michael S. Witherell | (1999 - 2005) |
| Piermaria Oddone     | (2005 - 2013) |
| Nigel Lockyer        | (2013 - 2022) |
| Lia Merminga         | (2022 - oggi) |